# Pedro Pineda
Pedro Andrés Pineda García (* 18. února 1993 Punto Fijo) je venezuelský zápasník – judista.

## Sportovní kariéra
S judem začínal v 11 letech v rodném Punto Fijo ve státě Falcón. Ve venezuelské mužské reprezentaci se pohybuje s přestávkami od roku 2010 v těžké váze nad 100 kg. V roce 2016 se na olympijských hrách v Riu nekvalifikoval.

### Vítězství na mezinárodních turnajích
- 2017 - 1x světový pohár (Santo Domingo)
- 2018 - 1x světový pohár (Santo Domingo)
- 2019 - 1x světový pohár (Córdoba)

## Výsledky
| Turnaj                  | 2009           | 2010           | 2011           | 2012           | 2013           | 2014           | 2015           | 2016           | 2017           | 2018           |
| Turnaj                  | 16             | 17             | 18             | 19             | 20             | 21             | 22             | 23             | 24             | 25             |
| Turnaj                  | pololehká váha | pololehká váha | pololehká váha | pololehká váha | pololehká váha | pololehká váha | pololehká váha | pololehká váha | pololehká váha | pololehká váha |
| ----------------------- | -------------- | -------------- | -------------- | -------------- | -------------- | -------------- | -------------- | -------------- | -------------- | -------------- |
| Olympijské hry          |                |                |                | —              |                |                |                | —              |                |                |
| Mistrovství světa       | —              | —              | —              |                | —              | úč.            | úč.            |                | —              | úč.            |
| Panamerické hry         |                |                | —              |                |                |                | 5.             |                |                |                |
| Panamerické mistrovství | —              | —              | —              | —              | 7.             | 3.             | —              | 5.             | —              | 5.             |
| Jihoamerické hry        |                | —              |                |                |                | 2.             |                |                |                | 2.             |
| Středoamerické a k. hry |                | 3.             |                |                |                | 1.             |                |                |                | 3.             |
| Bolívarské hry          | —              |                |                |                | 1.             |                |                |                | 1.             |                |
| MS juniorů              | —              | —              | —              |                | úč.            |                |                |                |                |                |
| MS dorostenců           | úč             |                |                |                |                |                |                |                |                |                |